# جانستون مک‌کالی
آرتور جانستن (جانستون) مک کالی (به انگلیسی: Arthur Johnston McCulley) در دوم فوریه (و بقولی در ۲۱ فوریه) سال ۱۸۸۳ در ایالت ایلی‌نوی آمریکا به دنیا آمد. از دوران کودکی او اطلاع چندانی در دست نیست. در اوایل سال ۱۹۰۰ رسماً وارد کار روزنامه نگاری شد و اوایل با عناوین مستعاری چون رلی برین، جورج هرینگتون، فردریک، رونا رلی (که حدس میزنند این یکی نام واقعی مادر او باشد) و ... داستانهای کوتاه می نوشت. چنان که گفته می‌شود وی بیش از هزار داستان کوتاه و بلند دارد.
مشهورترین شخصیتهائی داستانهای او عبارتند بودند از: دلقک کریمسون، توبی تام، ستاره سیاه، نجیب زاده جنایتکار و ... اما آنچه جانستن مک کالی را شهره آفاق کرد داستانی بود که در در ۵ قسمت از نهم اوت تا ششم سپتامبر ۱۹۱۹ منتشر کرد با عنوان نفرین کاپیسترانو. این داستان که عده ای آن را ملهم از داستان کوتاه اسکارلت پینپرنال میدانند که شرح داستان یک اشرافزاده انگلیسی است که با یک نقاب (جهت پنهان کردن عیب چشمان) دمار از روزگار فرانوسیان متجاوز در می آورد ... شباهت‌های داستان نفرین کاپیسترانوی مک کالی به اسکارلت پینپرنال (که 14 سال زودتر یعنی در سال ۱۹۰۵) منتشر شده بود عبارتند از: قهرمان هر دو داستان شخصی بنام دون دیه گوست، هر دو ثروتمند و هر دو با هویتی پنهان. شروع داستان‌ها همانطور که اشاره شد از سال ۱۹۱۹ با ۵ داستان اولیه و بعد دو مجموعه دیگر (اولی در ۶ و دومی در۴ قسمت) و سپس قریب به شصت و اندی داستان دیگر از این مجموعه که تعداد کل داستان‌های زوروی مک کالی را به ۷۹ می‌رساند( گاهی از تعدادها به ۷۷ یا ۶۵ یا ارقام دیگر نیز یاد می‌شود)
مک کالی در ۲۲ نوامبر(و بقولی ۲۳ نوامبر) ۱۹۵۸ رخت از جهان بست در حالیکه سریال دیزنی که در همین سال‌ها ساخته میشد مشهورترین و محبوبرترین سریال بود.